# Munda (popolazione)

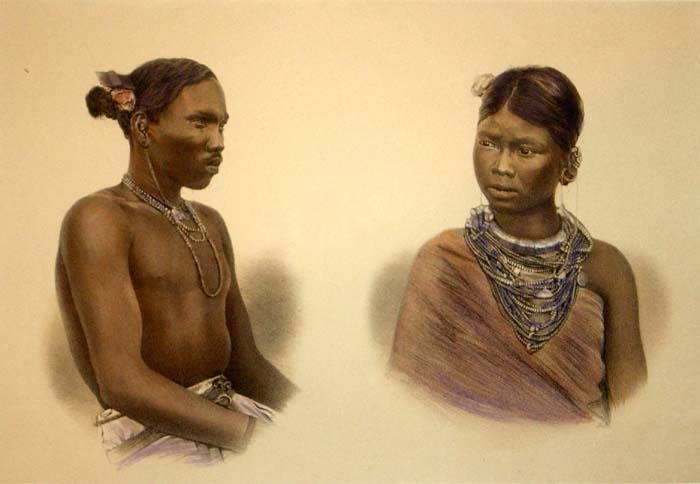
Uomo e donna Munda

I Munda sono un gruppo di tribù Adivasi (originarie) dell'India, diffuse negli Stati di Jharkhand, Bihar, Bengala Occidentale, Chhattisgarh e Orissa e in parte del Bangladesh. Sono caratterizzati dall'uso delle lingue munda, piccola famiglia linguistica priva di correlazioni note con altre.

## Lingua
Le Lingue munda, ricche di vocali e semi-consonanti, non fanno distinzione tra genere maschile e femminile ma tra animato e inanimato.